# Grand Prix Las Vegas 2024
Grand Prix Las Vegas 2024 (oficiálně Formula 1 Heineken Silver Las Vegas Grand Prix 2024) se jela na okruhu Las Vegas Strip Circuit v Las Vegas v USA dne 23. listopadu 2024. Závod byl dvacátým druhým v pořadí v sezóně 2024 šampionátu Formule 1.

## Kvalifikace
Kvalifikace se uskutečnila 22. listopadu 2024 ve 22:00 místního času (UTC−8).
| Poř.                        | Č. | Jezdec           | Konstruktér                  | Časy v kvalifikaci | Časy v kvalifikaci | Časy v kvalifikaci | Pořadí na startu |
| Poř.                        | Č. | Jezdec           | Konstruktér                  | Q1                 | Q2                 | Q3                 | Pořadí na startu |
| --------------------------- | -- | ---------------- | ---------------------------- | ------------------ | ------------------ | ------------------ | ---------------- |
| 1                           | 63 | George Russell   | Mercedes                     | 1:33.186           | 1:32.779           | 1:32.312           | 1                |
| 2                           | 55 | Carlos Sainz Jr. | Ferrari                      | 1:33.484           | 1:32.711           | 1:32.410           | 2                |
| 3                           | 10 | Pierre Gasly     | Alpine-Renault               | 1:33.691           | 1:32.879           | 1:32.664           | 3                |
| 4                           | 16 | Charles Leclerc  | Ferrari                      | 1:33.446           | 1:33.016           | 1:32.783           | 4                |
| 5                           | 1  | Max Verstappen   | Red Bull Racing-Honda RBPT   | 1:33.299           | 1:33.085           | 1:32.797           | 5                |
| 6                           | 4  | Lando Norris     | McLaren-Mercedes             | 1:33.592           | 1:33.099           | 1:33.008           | 6                |
| 7                           | 22 | Júki Cunoda      | RB-Honda RBPT                | 1:33.789           | 1:33.089           | 1:33.029           | 7                |
| 8                           | 81 | Oscar Piastri    | McLaren-Mercedes             | 1:33.450           | 1:33.024           | 1:33.033           | 8                |
| 9                           | 27 | Nico Hülkenberg  | Haas-Ferrari                 | 1:33.920           | 1:33.114           | 1:33.062           | 9                |
| 10                          | 44 | Lewis Hamilton   | Mercedes-Benz Grand Prix     | 1:33.225           | 1:32.567           | 1:48.106           | 10               |
| 11                          | 31 | Esteban Ocon     | Alpine-Renault               | 1:33.968           | 1:33.221           |                    | 11               |
| 12                          | 20 | Kevin Magnussen  | Haas-Ferrari                 | 1:33.991           | 1:33.297           |                    | 12               |
| 13                          | 24 | Čou Kuan-jü      | Kick Sauber-Ferrari          | 1:34.079           | 1:33.566           |                    | 13               |
| 14                          | 43 | Franco Colapinto | Williams-Mercedes            | 1:33.746           | 1:33.749           |                    | PL               |
| 15                          | 30 | Liam Lawson      | RB-Honda RBPT                | 1:34.087           | 1:34.257           |                    | 14               |
| 16                          | 11 | Sergio Pérez     | Red Bull Racing-Honda RBPT   | 1:34.155           |                    |                    | 15               |
| 17                          | 14 | Fernando Alonso  | Aston Martin Aramco-Mercedes | 1:34.258           |                    |                    | 16               |
| 18                          | 23 | Alexander Albon  | Williams-Mercedes            | 1:34.425           |                    |                    | 17               |
| 19                          | 77 | Valtteri Bottas  | Kick Sauber-Ferrari          | 1:34.430           |                    |                    | 19               |
| 20                          | 18 | Lance Stroll     | Aston Martin Aramco-Mercedes | 1:34.484           |                    |                    | 18               |
| 107 % času vítěze: 1:39.709 |    |                  |                              |                    |                    |                    |                  |
| Zdroj:                      |    |                  |                              |                    |                    |                    |                  |

Poznámky
1. ↑  Franco Colapinto se kvalifikoval jako 14., musel ale odstartovat z boxů z důvodu úprav jeho monopostu a výměny převodovky během parc fermé.
2. ↑  Valtteri Bottas obdržel penalizaci 5 míst za nasazení nové baterie.

## Závod
Závod se uskutečnil 23. listopadu 2024 ve 22:00 místního času (UTC−8).
| Poř.                                                                     | No. | Jezdec           | Konstruktér                  | Počet kol | Čas/Odstoupení | Start | Body |
| ------------------------------------------------------------------------ | --- | ---------------- | ---------------------------- | --------- | -------------- | ----- | ---- |
| 1                                                                        | 63  | George Russell   | Mercedes                     | 50        | 1:22:05.969    | 1     | 25   |
| 2                                                                        | 44  | Lewis Hamilton   | Mercedes                     | 50        | +7.313         | 10    | 18   |
| 3                                                                        | 55  | Carlos Sainz Jr. | Ferrari                      | 50        | +11.906        | 2     | 15   |
| 4                                                                        | 16  | Charles Leclerc  | Ferrari                      | 50        | +14.283        | 4     | 12   |
| 5                                                                        | 1   | Max Verstappen   | Red Bull Racing-Honda RBPT   | 50        | +16.582        | 5     | 10   |
| 6                                                                        | 4   | Lando Norris     | McLaren-Mercedes             | 50        | +43.385        | 6     | 9    |
| 7                                                                        | 81  | Oscar Piastri    | McLaren-Mercedes             | 50        | +51.365        | 8     | 6    |
| 8                                                                        | 27  | Nico Hülkenberg  | Haas-Ferrari                 | 50        | +59.808        | 9     | 4    |
| 9                                                                        | 22  | Júki Cunoda      | RB-Honda RBPT                | 50        | +1:02.808      | 7     | 2    |
| 10                                                                       | 11  | Sergio Pérez     | Red Bull Racing-Honda RBPT   | 50        | +1:03.114      | 15    | 1    |
| 11                                                                       | 14  | Fernando Alonso  | Aston Martin Aramco-Mercedes | 50        | +1:09.195      | 16    |      |
| 12                                                                       | 20  | Kevin Magnussen  | Haas-Ferrari                 | 50        | +1:09.803      | 12    |      |
| 13                                                                       | 24  | Čou Kuan-jü      | Kick Sauber-Ferrari          | 50        | +1:14.085      | 13    |      |
| 14                                                                       | 43  | Franco Colapinto | Williams-Mercedes            | 50        | +1:15.172      | PL    |      |
| 15                                                                       | 18  | Lance Stroll     | Aston Martin Aramco-Mercedes | 50        | +1:24.102      | 18    |      |
| 16                                                                       | 30  | Liam Lawson      | RB-Honda RBPT                | 50        | +1:31.005      | 14    |      |
| 17                                                                       | 31  | Esteban Ocon     | Alpine-Renault               | 49        | +1 kolo        | 11    |      |
| 18                                                                       | 77  | Valtteri Bottas  | Kick Sauber-Ferrari          | 49        | +1 kolo        | 19    |      |
| Ret                                                                      | 23  | Alexander Albon  | Williams-Mercedes            | 25        | Chladič        | 17    |      |
| Ret                                                                      | 10  | Pierre Gasly     | Alpine-Renault               | 15        | Motor          | 3     |      |
| Nejrychlejší kolo: Lando Norris (McLaren-Mercedes) – 1:34.876 (50. kolo) |     |                  |                              |           |                |       |      |
| Zdroj:                                                                   |     |                  |                              |           |                |       |      |

Poznámky
1. ↑  Včetně bodu za nejrychlejší kolo.

## Průběžné pořadí po závodě
|        | Pořadí | Jezdec           | Body |
| ------ | ------ | ---------------- | ---- |
|        | 1      | Max Verstappen   | 403  |
|        | 2      | Lando Norris     | 340  |
|        | 3      | Charles Leclerc  | 319  |
|        | 4      | Oscar Piastri    | 268  |
|        | 5      | Carlos Sainz Jr. | 259  |
| Zdroj: |        |                  |      |

|        | Pořadí | Konstruktér                  | Body |
| ------ | ------ | ---------------------------- | ---- |
|        | 1      | McLaren-Mercedes             | 608  |
|        | 2      | Ferrari                      | 584  |
|        | 3      | Red Bull Racing-Honda RBPT   | 555  |
|        | 4      | Mercedes-Benz Grand Prix     | 425  |
|        | 5      | Aston Martin Aramco-Mercedes | 86   |
| Zdroj: |        |                              |      |